# Запис Николића орах (Буковче)
Запис Николића орах (Буковче) се налази на парцели чији је власник Ђорђевић Светлана.

## Локација
| Општина             | Јагодина                                                         |
| Катастарска општина | Буковче                                                          |
| Потес               | Рит                                                              |
| Координате          | 44° 00′ 22″ С; 21° 14′ 16″ И / 44.006100000000004° С; 21.2378° И |
| Надморска висина    | 115m                                                             |

## Карактеристике
Дендрометријске вредности утврђене на терену и сателитским снимцима:
| Стабло                     | Орах |
| Висина стабла              | m    |
| Обим дебла                 | m    |
| Пречник крошње             | 21m  |
| Пречник дебла              | m    |
| Висина дебла до прве гране | m    |

## База записа
Запис је у оквиру Викимедија пројекта "Запис - Свето дрво" заведен под редним бројем 1195.